# Stirling-getallen van de tweede soort
Stirling-getallen van de tweede soort, genoemd naar de Schotse wiskundige James Stirling, komen voor in de combinatoriek en de studie van partities.

## Definitie
Het Stirling-getal van de tweede soort, {\displaystyle S2(n,k)} met {\displaystyle n\geq 1} en {\displaystyle 1\leq k\leq n,} is het aantal mogelijkheden om een verzameling met {\displaystyle n} elementen te schrijven als een disjuncte vereniging van {\displaystyle k} niet-lege deelverzamelingen. Anders gezegd: het is het aantal mogelijke partities van een verzameling met {\displaystyle n} elementen in {\displaystyle k} niet-lege verzamelingen, of: het aantal manieren waarop men de {\displaystyle n} elementen van de verzameling kan verdelen over {\displaystyle k} niet-lege groepen. De volgorde van die groepen is niet van belang.
Men gebruikt ook de notaties {\displaystyle S(n,k)} en {\displaystyle \lbrace \textstyle {n \atop k}\rbrace } in plaats van {\displaystyle S2(n,k).}

## Voorbeeld
Een verzameling van vier elementen, zeg {\displaystyle A=\{1,2,3,4\}} kan op zes verschillende manieren over drie (niet-lege) groepen verdeeld worden. Permutaties van deze verdelingen tellen niet mee, omdat de volgorde niet van belang is. De mogelijkheden zijn:
{1} - {2} – {3,4}
{1} – {3} – {2,4}
{1} – {4} – {2,3}
{1,2} – {3} – {4}
{1,3} – {2} – {4}
{1,4} – {2} – {3}
Dus {\displaystyle S2(4,3)=6}.
Als de vier elementen van {\displaystyle A} over twee groepen verdeeld moeten worden, zijn dit de mogelijkheden:
{1} – {2,3,4}
{1,2} – {3,4}
{1,3} – {2,4}
{1,4} – {2,3}
{1,2,3} – {4}
{1,2,4} – {3}
{1,3,4} – {2}
Dus {\displaystyle S2(4,2)=7}.

## Berekening
De expliciete formule voor de berekening van deze getallen is:
{\displaystyle S2(n,k)={\frac {1}{k!}}\sum _{j=0}^{k}(-1)^{j}{k \choose j}(k-j)^{n}.}
{\displaystyle S2(n,k)} kan ook berekend worden door middel van een recursieve vergelijking:
{\displaystyle S2(n,k)=k.\cdot S2(n-1,k)+S2(n-1,k-1),}
met de beginwaarden:
{\displaystyle S2(n,n)=1} (als er evenveel groepen als elementen zijn) en
{\displaystyle S2(n,1)=1} (als er maar één groep is)

## Tabel met waarden
De Stirling-getallen van de tweede soort kan men uitschrijven in een driehoekige tabel. Bij elke rij wordt {\displaystyle n} met 1 verhoogd en in elke rij gaat {\displaystyle k} van 1 tot {\displaystyle n}:
| 1, |      |       |        |        |        |       |      |     |    |
| 1, | 1,   |       |        |        |        |       |      |     |    |
| 1, | 3,   | 1,    |        |        |        |       |      |     |    |
| 1, | 7,   | 6,    | 1,     |        |        |       |      |     |    |
| 1, | 15,  | 25,   | 10,    | 1,     |        |       |      |     |    |
| 1, | 31,  | 90,   | 65,    | 15,    | 1,     |       |      |     |    |
| 1, | 63,  | 301,  | 350,   | 140,   | 21,    | 1,    |      |     |    |
| 1, | 127, | 966,  | 1701,  | 1050,  | 266,   | 28,   | 1,   |     |    |
| 1, | 255, | 3025, | 7770,  | 6951,  | 2646,  | 462,  | 36,  | 1,  |    |
| 1, | 511, | 9330, | 34105, | 42525, | 22827, | 5880, | 750, | 45, | 1, |
|    | enz. |       |        |        |        |       |      |     |    |
Deze driehoek bouwt men op door de recursieve vergelijking toe te passen. Dit betekent dat het eerste en het laatste getal in elke rij gelijk is aan 1, en voor de andere getallen geldt: het {\displaystyle k}-de getal in een rij is gelijk aan de som van zijn linkerbovenbuur en {\displaystyle k} maal zijn bovenbuur. Bijvoorbeeld het vierde getal in de zevende rij, {\displaystyle S2(7,4)=90+4\times 65.}

### Enkele eigenschappen
- De som van een rij in deze driehoek is het {\displaystyle n}-de getal van Bell:

{\displaystyle B_{n}=\sum _{k=1}^{n}S2(n,k)},
dat is het totaal aantal mogelijke partities van een verzameling met {\displaystyle n} elementen.
- Het voorlaatste getal in elke rij, {\displaystyle S2(n,n-1)}, is het {\displaystyle n}-de driehoeksgetal.
- Het tweede getal in elke rij, {\displaystyle S2(n,2)}, is gelijk aan {\displaystyle 2^{n-1}-1}.
- Er geldt ook de volgende betrekking:

{\displaystyle S2(n,k)=\sum _{m=k}^{n}k^{n-m}\cdot S2(m-1,k-1)}.
Stirling-getallen van de tweede soort worden al gauw astronomisch groot bij toenemende {\displaystyle n} en {\displaystyle k.}.

## Verband met Stirling-getallen van de eerste soort
Stirling-getallen van de eerste soort zijn te beschouwen als de inverse van de Stirling-getallen van de tweede soort. Bouwt men een benedendriehoeksmatrix met de driehoek van de Stirling-getallen van de tweede soort, dan is de inverse matrix daarvan gelijk aan de benedendriehoeksmatrix met de Stirling-getallen van de eerste soort.
Een Stirling-getal van de eerste soort verschilt van een Stirling-getal van de tweede soort daarin, dat voor het laatste de volgorde van de elementen in de deelverzamelingen niet van belang is, terwijl dat voor het eerste wel van belang is (het gaat daar om cykels in plaats van verzamelingen).